# Углегорское сельское поселение
Углегорское сельское поселение — муниципальное образование в Тацинском районе Ростовской области.
Административный центр поселения — посёлок Углегорский.

## История
В 1950-х годах в земных недрах на территории Тацинского района был в большом количестве обнаружен каменный уголь, притом хорошего качества. В 1955 году сюда прибыли первые строители посёлка горняков. В 1957 году посёлок был почти полностью выстроен: были возведены коттеджи, продолжались строиться многоэтажные дома. Тогда же начали действовать культурно-бытовые учреждения
В 1961 году посёлок был отнесен к категории рабочих поселков с присвоением звания «районный посёлок Углегорский». В марте 1961 года был образован поселковый Совет депутатов трудящихся. В январе 1965 года был образован Углегорский поселковый совет Тацинского района Ростовской области. В 1971 году на его территории были организованы ряд промышленных предприятий: обувная фабрика, завод металлоизделий и фабрика нетканых материалов, позднее появился и домостроительный комбинат.
В январе 1992 года Углегорский поселковый совет Тацинского района Ростовской области был переименован в Администрацию Углегорского поселкового Совета Тацинского района Ростовской области.
В сентябре 2004 года администрация была реорганизована в Администрацию Углегорского сельсовета. В 2005 году муниципальное образование было переименовано в Углегорское сельское поселение.

## Административное устройство
В состав Углегорского сельского поселения входит 1 населённый пункт:
- посёлок Углегорский.

## Население
| 2010  | 2012  | 2013  | 2014  | 2015  | 2016  | 2017  |
| ----- | ----- | ----- | ----- | ----- | ----- | ----- |
| 2367  | ↘2307 | ↘2249 | ↘2247 | ↘2196 | ↘2181 | ↗2205 |
| 2018  | 2019  | 2020  | 2021  |       |       |       |
| ↘2174 | ↘2103 | ↘2078 | ↘2039 |       |       |       |